# 7-es főút (Új-Zéland)
Az új-zélandi 7-es főút a 6-os főutat köti össze az 1-es főúttal 272 km hosszan a Déli-szigeten. A nyolc országos főútvonal egyike, keresztezi a Déli-Alpokat a Lewis-hágón át és összeköti a West Coast régiót a Canterbury régióval. 
A főútvonal általában kétsávos, helyenként előző sávok segítik a közlekedést. Szintbeli kereszteződésekkel rendelkezik.

## Útvonal
A 7-es főút Waipara helységnél, Christchurchtől mintegy 60 kilométerrel északra ágazik ki az  1-es főútvonalból. Eleinte északnak halad, egy sor folyót keresztez, elhalad a Balmoral állami erdő mellett. A Hurunui folyó után 13,7 km-es szakaszon teljesen egyenesen halad; ez a leghosszabb egyenes útszakasz Új-Zélandon. Culverdentől közvetlenül északra eléri a Waiau folyó völgyét, nyugatra fordul a folyó mentén, majd mellékfolyóját, a Lewis folyót követve éri el a 907 méter magas Lewis-hágót, a Déli-Alpok három fő hágója közül a legészakibbat.
A hágótól nyugatra a főút áthalad Maruia Springs fürdővároson, majd a  Maruia folyó völgyében folytatja útját a Springs kereszteződésig, ahol találkozik a 65-ös főúttal. Ezután a 7-es főút áthalkad egy kisebb hágón, a Rahu nyergen, mielőtt folytatja útját az Inangahua folyó völgyében Reefton városáig.
Reefton után a főút délnyugat felé fordul a 69-es főút kereszteződésénél, majd a Grey folyó mentén eléri Greymouth városát, ahol a 6-os főuttal találkozva ér véget.

## Fordítás

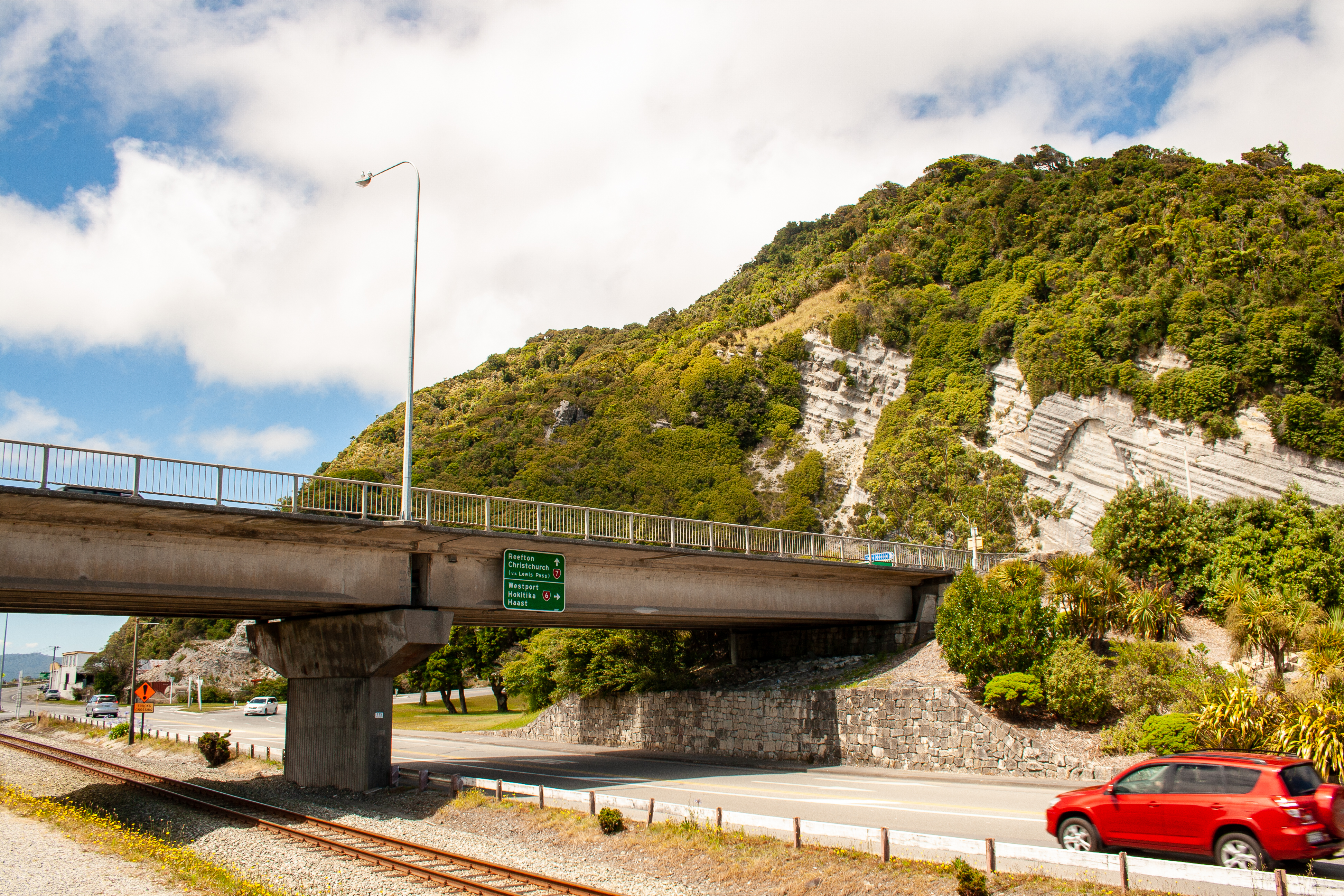
A 6-os és a 7-es főutak találkozása Greymouth városában

Ez a szócikk részben vagy egészben  a   New Zealand State Highway 7 című angol Wikipédia-szócikk ezen változatának fordításán alapul.  Az eredeti cikk szerkesztőit annak laptörténete sorolja fel. Ez a jelzés csupán a megfogalmazás eredetét és a szerzői jogokat jelzi, nem szolgál a cikkben szereplő információk forrásmegjelöléseként.